# Teragra althodes
Teragra althodes is een vlinder uit de familie van de Metarbelidae. De wetenschappelijke naam van de soort is voor het eerst  gepubliceerd in 1920 door George Francis Hampson.
De soort komt voor in Zuid-Afrika (Mpumalanga en KwaZoeloe-Natal).